# Ammoecius dentatus
Ammoecius dentatus är en skalbaggsart som beskrevs av Schmidt 1908. Ammoecius dentatus ingår i släktet Ammoecius och familjen Aphodiidae. Inga underarter finns listade i Catalogue of Life.